# Unca fibre (vodič za brodolomce i anđele čuvare)
Unca fibre (vodič za brodolomce i anđele čuvare) je sedmi Gibonnijev album objavljen 18. svibnja 2006. godine.
Gibonni je za album osvojio 8 Porina. Za prodaju albuma u Hrvatskoj dobio je dijamantnu ploču, a platinastu u Bosni i Hercegovini te Sloveniji. 

## Popis pjesama
1. Anđeo u tebi (feat. Goran Bare & Maya Azucena)
2. Vrime da se pomirim sa svitom (Electric)
3. Kad sam nasamo s njom
4. Zavezanih očiju (evo me doma) (feat. Mladen Badovinac)
5. Šta će meni moja dica reć (Comfort verzija)
6. Hodaj
7. Mi svijetlimo
8. Tija bi te zaboravit (feat. Goran Bregović)
9. Sebi dovoljna
10. Oslobodi me (ako znaš o čemu govorim)
11. Vrime da se pomirim sa svitom (Acoustic)
12. Šta ce meni moja dica reć (Bistra verzija)
13. Sebi dovoljna (bonus track mixed by Coco Mosquito)

1. ↑  HR TOP 20 Novosti. 2006. Inačica izvorne stranice arhivirana 16. prosinca 2006. Pristupljeno 10. svibnja 2025.CS1 održavanje: bot: nepoznat status originalnog URL-a (link)